# 董元學
董元學（1554年—？），字汝覺，號敏軒，山東濟南府歷城縣人，匠籍，明朝政治人物。

## 生平
萬曆七年（1579年）己卯科山東鄉試第十三名，萬曆八年（1580年）庚辰科會試第一百四名，登三甲第二十七名進士。户部觀政，本年授開封府推官，十三年行取，升兵部主事，十七年升员外郎，本年官至兵部郎中，调武选司，十八年调职方司，丁憂歸。二十二年复除本部，二十三年三月升湖广按察司副使，奉敕整饬武汉黄江防兵备，二十五年七月调陕西神木兵备副使，二十六年六月升本省潼关右参政，照旧管事。三十年七月调为湖广右参政兼佥事，三十一年四月调本省辰沅兵备参政，三十二年十月调下江防道右参政，升按察使。三十三年九月调山西冀宁道按察使，三十三年丁憂歸。三十七年五月复除河南潁州兵备按察使，三十八年三月升湖广右布政使，闰三月调陕西右布政使，四十二年加升左布政使，本年致仕。

## 家族
曾祖董駿，曾任教諭；祖父董策，曾任學正；父董天池，曾任省祭官。母趙氏。